# Гусев, Алексей Владимирович
Алексей Владимирович Гусев (род. 28 апреля 1984, Белоозёрский, Московская область) — российский журналист, медиаменеджер, постоянный автор «Утро.ру» (до 2008 года), шеф-редактор Auto.ru (до 2013 года), управляющий редактор Рамблера (до 2014 года). Пресс-секретарь страховой компании «Согаз» (до 2023 года) и экс-советник председателя правления Россельхозбанка Бориса Листова.

## Биография
Родился 28 апреля 1984 года в посёлке Белоозёрский Воскресенского района Московской области.
Окончив поселковую общеобразовательную школу №18 и детскую музыкальную школу, поступил на отделение теоретической и прикладной лингвистики филологического факультета Московского государственного университета имени М. В. Ломоносова, которое окончил в 2005 году. В 2001 году принял участие в лингвистической экспедиции под руководством А. Е. Кибрика в Чувашию по изучению чувашского языка (село Шимкусы). В 2004 году дополнительно окончил кафедру зарубежной военно-политической информации Факультета военного обучения МГУ.

### Журналист, шеф-редактор Auto.ru
С 2005 года Гусев являлся постоянным автором публикаций в электронной газете «Утро.ру», тогда принадлежащей медиахолдингу «РБК», где вёл в основном политические и экономические темы.
В 2008-2013 гг. работал шеф-редактором крупнейшего и старейшего сайта об автомобилях в русскоязычном сегменте Интернета Auto.ru. Выступал в защиту прав автомобилистов, появлялся в эфире радио и телевидения.
По словам основателя и тогдашнего владельца Auto.ru Михаила Рогальского, перед компанией стояла задача сделать сервис новостей «более медийным, интересным», чтобы «идти в ногу со временем», и с приходом главного редактора у портала «сильно развилась новостная составляющая», сайт стал изобиловать «грамотными, хорошими автомобильными новостями», благодаря чему у Auto.ru «появилась совершенно новая аудитория — люди, которым неинтересно общаться на конференциях, но которые обсуждают автомобильную новость». При нём также был запущен интернет-канал «Auto.ru ТВ», впоследствии ликвидированный Яндексом после покупки Auto.ru.

### Медиаменеджер
10 июня 2013 года новостной сайт Roem.ru, специализирующийся на событиях в рунете и российском интернет-бизнесе, сообщил о том, что Алексей Гусев перешёл в объединённую компанию «Афиша-Рамблер-SUP» на должность управляющего редактора «Рамблера».
С весны 2014 года работал в пресс-службе компании «Роснефть», где «курировал digital-направление, взаимодействие с «новыми» медиа, SMM, различные социальные и спортивные проекты».

### Пресс-секретарь «СОГАЗа»
4 октября 2017 года ведущее российское СМИ в области рекламы, маркетинга и PR Sostav.ru сообщило о том, что Алексей Гусев назначен руководителем пресс-службы страховой группы «Согаз», назвав этот переход одной из ключевых перестановок в российском маркетинге и PR в 2017 году.
В 2018 году Алексей Гусев вошёл в Топ-100 лучших PR-директоров страны по версии всероссийского рейтинга «TOP-COMM 2018». Также вошёл в этот рейтинг в 2019 году.
Являлся членом Экспертного совета по финансовой грамотности Всероссийского союза страховщиков (ВСС), входил в состав Комитета по связям с общественностью Национального союза страховщиков ответственности (НССО) и PR-комитета ВСС (с правом голоса), где, по оценке телеграм-канала «Страховой случай», «был одним из немногих голосов адекватности».
В 2023 году Алексей Гусев покинул «Согаз» и страховой рынок в целом, но остался в финансовой сфере, где работал советником председателя правления Россельхозбанка.